# 알렉세이 미신 (피겨스케이팅 선수)
알렉세이 니콜라예비치 미신(러시아어: Алексѐй Николаевич Мѝшин, 1941년 3월 8일 ~ )은 러시아의 전직 피겨 스케이팅 선수이자 피겨 스케이팅 코치이다. 파트너인 타마라 모스크비나와 함께, 그는 1969년 세계 선수권 대회에서 은메달을 획득했다. 미신은 상트페테르부르크 유빌레이니 스포츠 궁전에서 본사를 두고 있다.

## 생애
세바스토폴에서 태어난 미신은 가족과 함께 레닌그라드 (현재 상트페테르부르크)로 이주했다. 그는 어릴때부터 기계에 관심이 있었다. 그의 부모는 아이스 링크장에 그를 데려온후, 그는 15세때 상대적으로 늦게 스케이트를 배우기 시작했다. 그의 아버지는 활동에 대한 관심을 그에게 얻기 위해 그와 함께 스케이트를 탔다. 미신은 처음에 니콜라이 파닌의 제자 니나 리프닌스카야, 그리고 나중에 마야 벨렌카야의 지도를 받았다.

## 선수 경력
미신은 국내 대회 싱글 부문에 참가하고 1964년 전소련 선수권 대회에서 동메달을 획득했다. 1966년에, 그는 그의 첫번째이자 유일한 파트너 타마라 모스크비나와 함께 페어 스케이팅에 참가했다. 그들은 이고리 모스크빈의 지도를 받았다. 그들은 1969년 세계 선수권 대회에서 은메달을 획득했다. 유럽 선수권 대회에서, 그들은 1968년에 은메달을 획득했고 1969년에 동메달을 획득했다.

## 개인 생활
미신은 전직 피겨 스케이팅 선수 타티아나 미시나와 결혼했다.

## 대회 성적
| Event             | 1965-66 | 1966-67 | 1967-68 | 1968-69 |
| ----------------- | ------- | ------- | ------- | ------- |
| 동계 올림픽       |         |         | 5th     |         |
| 세계 선수권 대회  |         | 6th     | 4th     | 2nd     |
| 동계 유니버시아드 | 3rd     |         |         |         |